# Dušan Veškovac
Dušan Veškovac (Kruševac, 16 de março de 1986) é um ex-futebolista profissional francês que atuava como zagueiro.

## Carreira
Dušan Veškovac começou a carreira no Napredak Kruševac.